# Pismo Studentów WUJ
Pismo Studentów WUJ – Wiadomości Uniwersytetu Jagiellońskiego – miesięcznik wydawany przez Fundację Studentów i Absolwentów UJ „Bratniak”.
Bezpłatne studenckie czasopismo wychodzące i kolportowane na Uniwersytecie Jagiellońskim nieprzerwanie od 1990 roku (podawana jest też data 1991). Jest jednym z oficjalnych mediów UJ, obok miesięcznika „Alma Mater”, radia UJOT FM i telewizji UJOT TV. Należy do najstarszych czasopism studenckich w Polsce. Od powstania wyszło ponad 250 numerów. Pismo jest wydawane w kolorze, numery zawierają 16-24 stron. Nakład wynosi między dwa a pięć tysięcy egzemplarzy. Według opublikowanych w 2014 roku badań „WUJ” był czwartym najbardziej rozpoznawalnym studenckim tytułem medialnym i najszerzej czytanym czasopismem studenckim w Krakowie.